# 小行星7254
小行星7254（英語：7254 Kuratani）是一颗围绕太阳公转的小行星。1993年10月15日，圓舘金、渡邊和郎在北见发现了此天体。
这颗小行星的绝对星等为238.2505378345057等。